# رضا رضازاده لنگرودی
رضا رضازادهٔ لنگرودی (زادهٔ ۱۳۲۹ در لنگرود) تاریخ‌نگار ایرانی است. او مدیرگروه تاریخ در دانشنامهٔ جهان اسلام و بنیاد دائرةالمعارف اسلامی است. تخصص ویژه او پژوهش در دورهٔ ایلخانان و متخصص تاریخ‌نگاری ترکمانان است. در این باره با دو گرایش تاریخ روایی و تاریخ تحلیلی تألیف کرده‌است. در کنار این گرایش، رضازادهٔ لنگرودی سال‌هاست که بر جنبش‌های اجتماعی در ایران پس از اسلام تمرکز کرده و اثر مستقلی نیز با همین عنوان نوشته‌است.

## تحصیل
او تحصیلات متوسطه خود رادر زادگاه خویش به پایان برد و برای ادامه تحصیل راهی تهران شد. علاقه او به تاریخ از دوران نوجوانی شکل گرفت و بر مبنای این علاقه نیز، راه تحصیلات عالیه اش را پی گرفت. لنگرودی تحصیلات آکادمیک خویش را تا مقطع دکترای تاریخ از دانشگاه پاریس پیش برد. رضازاده لنگرودی از چهره‌های شاخص تاریخ‌نگاری بخصوص در حوزه دانشنامه‌نویسی در ایران است.

## آثار
- جنبش‌های اجتماعی در ایران پس از اسلام: اثری در ۲ جلد، که جلد نخست آن از سوی انتشارات فرهنگ نشر نو چاپ و منتشر شده‌است. کتاب گرچه در قالب مجموعه مقالات لنگرودی انتشار یافته، اما وحدت ذهنی او در پیگیری گرایش تاریخی اش، اتحاد و وحدت اثرش را به خوبی حفظ کرده و از کتاب جنبش‌های اجتماعی در ایران پس از اسلام اثری قابل ارجاع ساخته‌است. اما این کتاب خیلی زود در محافل فرهنگی و حوزه نقد کتاب به عنوان اثری مهم و اثرگذار شناخته شد و لنگرودی را ترغیب به نگارش جلد بعدی این مجموعه کرد: «جلد دوم این کتاب هم ادامه جنبش‌هایی است که در تاریخ ایران شکل گرفته‌اند، یعنی جنبش نومزدکیان و بردگان زنج است، بعد جنبش زندیه‌است، جنبش برده داران و جنبش نقطویه…»
- جنبش‌های دینی ـ اجتماعی خراسان در قرن دوم
- مدخل کاشان برای دانشنامه کاشان: او این مقاله را با تشریح وضعیت کاشان در دوره پیش از تاریخ آغاز می‌کند. آگاهی‌های ما از روزگاران پیش از تاریخ کاشان، مبتنی بر کاوش‌های باستانشناسی تپه سیلک است که نیز نخستین بار در طول سال‌های ۷–۱۹۳۳ به دست رومن گیرشمن فرانسوی انجام گرفت. نگارنده براساس آثار یافت شده در حفاری‌ها صورت گرفته به بررسی ویژگی‌های تمدن کهن سیلک و پیوندهای سیلک با خارج و تأثیرهای خارجی بر آن می‌پردازد و با توجه به یافته‌های باستانشناسان در گورستان‌های سیلک، گونه‌های انسان شناختی سیلک را بررسی می‌کند. در فاصله زمانی پس از تمدن سیلک تا دوران ساسانی، به ویژه در صدر اسلام، اطلاعی از مردم سیلک و دیگر آبادی‌های کاشان در منابع موجود در دست نیست؛ ولی در پژوهش‌های پراکنده نشان داده شده‌است که جوامع گوناگونی در دوره‌های مختلف تاریخی در دشت کاشان، و به ویژه در نواحی کوهستانی غرب و جنوب، سکونت داشته‌اند. بقایای آتشکده‌های نیاسر، نطنز، خرمدشت و… گویای وجود مراکز زیستی در دوران ساسانی در این منطقه‌است. رضازاده لنگرودی در ادامه به وضع کاشان در دوره پس از اسلام می‌پردازد و از جمله، فرضیه‌های مختلف دربارهٔ نامگذاری کاشان را عنوان می‌کند.
- یاد پاینده: شامل مجموعه گفتار پژوهشی در قالب یادنامه محمود پاینده لنگرودی به زنده نگاه داشتن نام نیکان نیز اعتقاد ویژه دارد و بر مبنای همین اعتقاد است که مجموعه یادنامه پاینده را تدوین کرده و دربارهٔ او می‌گوید: «پاینده از شاعران خوش قریحه گیلکی و فارسی بود. شعر کهن و نو را خوب می‌شناخت و در قصیده و غزل و رباعی و دوبیتی اشعاری سروده‌است. اما شیوه نیمایی را بیشتر می‌پسندید. به اعتقاد او «شعر باید نکاتی به خواننده بیاموزد و شاعر پیش از مردم همراه و همگام آنان باشد تا هنر شعرش در زمینه مردم مؤثر باشد.» اشعار فارسی پاینده که بیش تر مضمون اجتماعی دارند، در عین زیبایی، عامه پسند و عاری از تعقیدات لفظی است. اشعار گیلکی او شیوا، سلیس و آکنده از مضامین دلنشین مردم پسند است. افزون بر زبان تعرض به بی عدالتی‌های زمانه، در زبان وصف نیز توانا بود، اما نه در وصف هلال ماه و تشبیه آن به ابروی دلدار بلکه وصف پریشانی‌های فرزندان تیره بخت روزگار.
- یادگارنامه فخرایی: ترانه‌هایی از اشکور بالا عنوان مقاله کاظم السادات اشکوری در کتاب یادگارنامه فخرایی است که زیر نظر دکتر رضازاده انتشار یافته‌است.